# Lycaena anteroalba
Lycaena anteroalba är en fjärilsart som beskrevs av Tutt 1906. Lycaena anteroalba ingår i släktet Lycaena och familjen juvelvingar. Inga underarter finns listade i Catalogue of Life.